# Casa d'Unzueta
La Casa-Torre d'Unzueta és un monument al barri d'Azitain de la localitat guipuscoana d'Eibar al País Basc, Espanya. Unzueta és un cognom molt arrelat en la localitat. Les primeres notícies parlen de 1193. A l'Edat Mitjana els Unzueta van participar en les guerres de bàndols amb el bàndol oñacino, per la qual cosa la seva casa-torre va sofrir nombrosos atacs. Posteriorment al segle xvii, Dona Angela María d'Unzueta, va ordenar construir l'edifici que coneixem en l'actualitat. Dos de les seves façanes, les que miren al barri d'Azitain, són de carreus en tons grisos. Té quatre finestres en cadascuna de les seves quatre plantes. Totes tenen barrots o balconades de ferro forjat. Al centre de la façana principal es troba l'escut dels Unzueta. El 30 de novembre de 1957 els Germans de La Salle obren el col·legi en aquest lloc, passant a anomenar-se Nostra Senyora de Azitain La Salle en honor de l'ermita d'Azitain.